# Вела, Алехандро
Мануэль Алехандро Вела Гарридо (исп. Manuel Alejandro Vela Garrido; родился 28 марта 1984 года в Канкуне, Мексика) — мексиканский футболист, полузащитник.
У Алехандро есть младший брат Карлос, также футболист, достигший больших результатов и известности, ныне выступающий за клуб из МЛС «Лос-Анджелес».

## Клубная карьера
Алехандро Вела начинал свою профессиональную футбольную карьеру в клубе «Гвадалахара» в 2004 году. Он дебютировал на высшем уровне в её составе 14 августа 2004 года в матче против «Атланте», закончившемся разгромной победой «Гвадалахары» (7:0). Вела отметился в этой игре дублем. Однако впоследствии он не смог оправдать возложенных на него надежд и в 2006 году перешёл в «Хагуарес Чьяпас». В 2008 году он перебирается в «Крус Асуль», где выступает и поныне. Сезон 2013/2014 он на правах аренды провёл за команду «Атланте».